# Grad Boštanj (Weissenstein)
Za grad v naselju Boštanj glej grad Boštanj (Sawenstein).
Grad Boštanj (nemško: Weissenstein – »beli kamen«) stoji na vzpetini južno od kraja Grosuplje. Na mestu, kjer je bilo prazgodovinsko gradišče, so Lambergi verjetno že v 2. polovici 15. stoletja pozidali območje.  Cesar Ferdinand I. je leta 1549 dovolil kranjskemu deželnemu upravitelju Jakobu pl. Lambergu, da sme na starem gradišču Zagradec zgraditi grad, kar kaže, da so Lambergi takrat predelali prvotno poslopje in ga do leta 1558 razširili ter obdali z obzidjem in obrambnimi stolpi. Leta 1678 je grad s pristavo kupila rodbina Ursini-Blagaj, in ga posedovala do 20. stoletja. Leta 1901 je gospoščino z gradom po smrti grofice Matilde Ursini-Blagaj podedovala baronica Terezija Lauer-Lazarini iz Solkana in v posesti Lazarinijev je bil Boštanj do leta 1942, ko ga je Ludvik Lazarini prepustil italijanski družbi Emona.
Leta 1944 so grad požgali slovenski partizani, po 2. svetovni vojni pa je bil nacionaliziran in imenovan v državno posestvo Boštanj, kasneje pa so večino posesti in travnikov prevzele Ljubljanske mlekarne.
Renesančni trdnjavsko zasnovani grad je bil zgrajen kot štiritraktna stavba z utrjenim obzidjem in obrambnim stolpom v predgradju. Boštanjski grad je bil tipična gradnja tistega časa, vendar izrazito prilagojena krajevnim, estetskim, gospodarskim in družbeno kulturnim razmeram. Danes je v celoti ohranjen le severni obrambni stolp, od mogočne osrednje stavbe pa je ostala le še severna stena z antičnim nastavkom za uro, delno ohranjen portal, nekaj manjših kamnitih klesanih kamnov za okenske okvirje, strešne in druge konzole, strelne line, straniščni izpust, kamnite stopnice in nekaj usločenih preklad zidanih iz opeke in lehnjaka. Arkadni hodniki, vodnjak, kamnita miza, napisani tabli, litoželezne stopnice, cvetlični vrt, park in sadovnjak niso več ohranjeni. V neposredni okolici pa še naprej propadata grobnica in večje gospodarsko poslopje, ki je bila nekoč grajska kovačnica.
Vzpetina boštanjskega gradu je naravni severni mejnik Radenskega polja.
Danes so vidne le še ruševine gradu, a poleg gradu stanujejo ljudje. Grad je čudovit za fotografiranja. 
Nahaja se na Velikem Mlačevem. 